# Das Rätsel einer Nacht
Das Rätsel einer Nacht ist ein US-amerikanischer Kriminalfilm aus dem Jahr 1932 von Irving Cummings mit Adolphe Menjou und Mayo Methot in den Hauptrollen. Der Pre-Code-Film wurde von Columbia Pictures produziert und basiert auf dem Roman Nachtclub in der 5th Avenue (Originaltitel: About The Murder of The Night Club Lady, a Thatcher Colt Detective Mystery) von Fulton Oursler, den er unter dem Pseudonym Anthony Abbot schrieb.

## Handlung
Die Nachtclubbesitzerin Lola Carewe, als „The Night Club Lady“ bekannt, erhält eine Reihe von Morddrohungen, besteht aber darauf, an Silvester in ihrem Nachtclub zu arbeiten. Im Club wird Lola von dem New Yorker Polizeikommissar Thatcher Colt gesehen. Colt erfährt, dass Lola vor Mitternacht ermordet werden soll. Er geht zu ihrem Tisch und rettet Lola so vor einem Schuss, der hinter einem Vorhang abgefeuert wird. Colt und seine zivilen Kollegen bringen Lola in ihre Wohnung zurück, und obwohl sie Wache stehen, schreit sie und stirbt um Mitternacht. Dr. Lengle behauptet, ein Herzinfarkt habe Lolas Tod verursacht, aber Colt vermutet Mord. Colt findet ein mit Lippenstift verschmiertes Foto eines alten Verehrers, Basil Bouchette, erfährt aber, dass er tot ist. Kurz darauf wird die Leiche von Lolas Begleiterin Christine Quires vor dem Fenster hängend gefunden.
Colt ermittelt, dass Lola mehrere Leute erpresst hat, was jedem von ihnen ein Motiv gibt. Er schickt Bilder aller Verdächtigen an Polizeipräsidien in aller Welt und versammelt sie, um die mit seinem Verdacht zu konfrontieren. Nachdem die Verdächtigen gegangen sind, erzählt Colt seinem Freund Tony, dass er versucht, den Schuldigen aufzuspüren. Colt untersucht den Fleck auf Lolas Arm, wo Lengle ihr eine Injektion gegeben hat, und kommt zu dem Schluss, dass es ein Versuch war, den Stich eines Skorpions zu verbergen, der in dem Gewand stecken musste, das sie zum Zeitpunkt ihres Todes trug. Colt schlussfolgert, dass Christine getötet wurde, weil sie die Vorbereitungen des Mörders gestört hatte. Colt geht zu Lengles Wohnung, findet ihn jedoch tot vor, an einem Skorpionstich gestorben. Er erfährt, dass der Arzt kürzlich zwei Skorpione gekauft hat.
Die Pariser Polizei ruft an und teilt mit, dass Basil vor sechs Jahren Selbstmord begangen hat. Erneut versammeln sich die Verdächtigen in Lolas Wohnung, wo Colt die Todesszene nachstellt. Mrs. Carewe, Lolas Mentorin, beugt sich über Colt, und als sie weggeht, steht er auf und zeigt einen Handschuh, den sie trägt und mit dem sie heimlich den Skorpion aufheben kann, den sie in seinem Gewand versteckt hat. Mrs. Carewe ist in Wirklichkeit Mrs. Bouchette, Basils Mutter. Sie hatte lange geplant, sich an Lola für Basils Tod zu rächen. Lengle wurde getötet, um ihn am Reden zu hindern. Nachdem Mrs. Bouchette ihre Schuld eingestanden hat, springt sie aus dem Fenster in den Tod. Kurze Zeit später erklärt Colt Tony, dass er eine spezielle Hülle trug, die ihn vor dem Skorpion schützte.

## Hintergrund
Gedreht wurde der Film vom 8. bis zum 24. Juni 1932.
Laut dem Pressematerial in den Copyright-Aufzeichnungen war dieser Film der erste einer geplanten Reihe von Thatcher-Colt-Krimis von Anthony Abbot mit Adolphe Menjou in der Hauptrolle. Columbia produzierte 1933 mit The Circus Queen Murders nur noch einen weiteren Film. Laut modernen Quellen war Walter Wanger ausführender Produzent.

## Veröffentlichung
Die Premiere des Films fand am 27. August 1932 statt. 1934 kam er im Deutschen Reich in die Kinos.

## Kritiken
Der Kritiker des TV Guide bemängelte, dass das Tempo etwas langsam sei, wobei viel Aufmerksamkeit auf nebensächliche Details gelegt werde, die nichts zur Geschichte beitragen.